# Карры (карст)

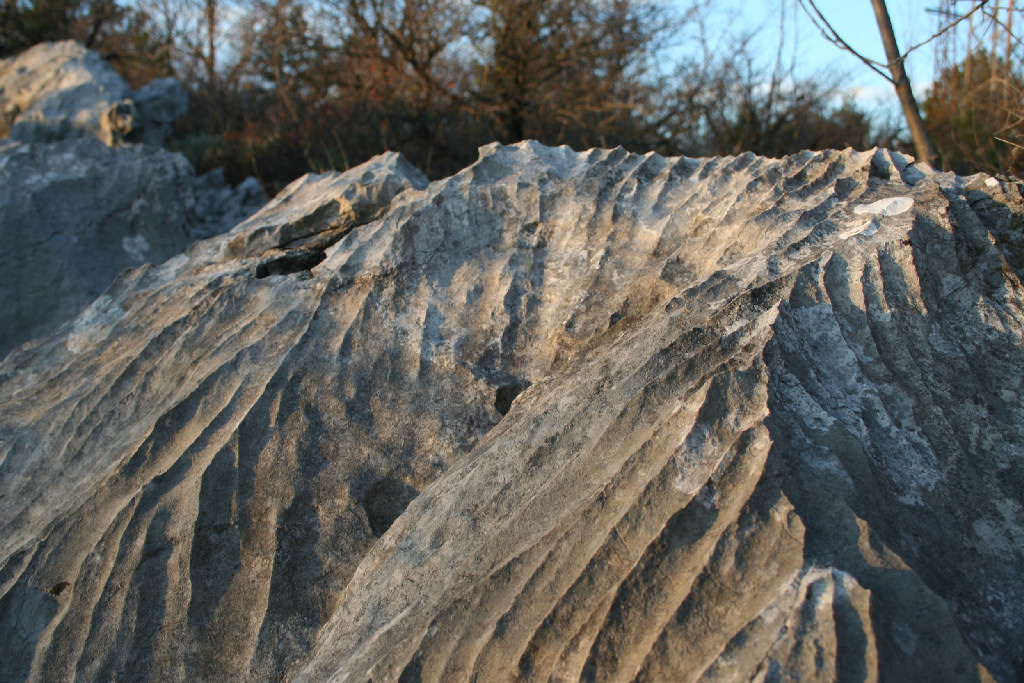
Желобковые карры

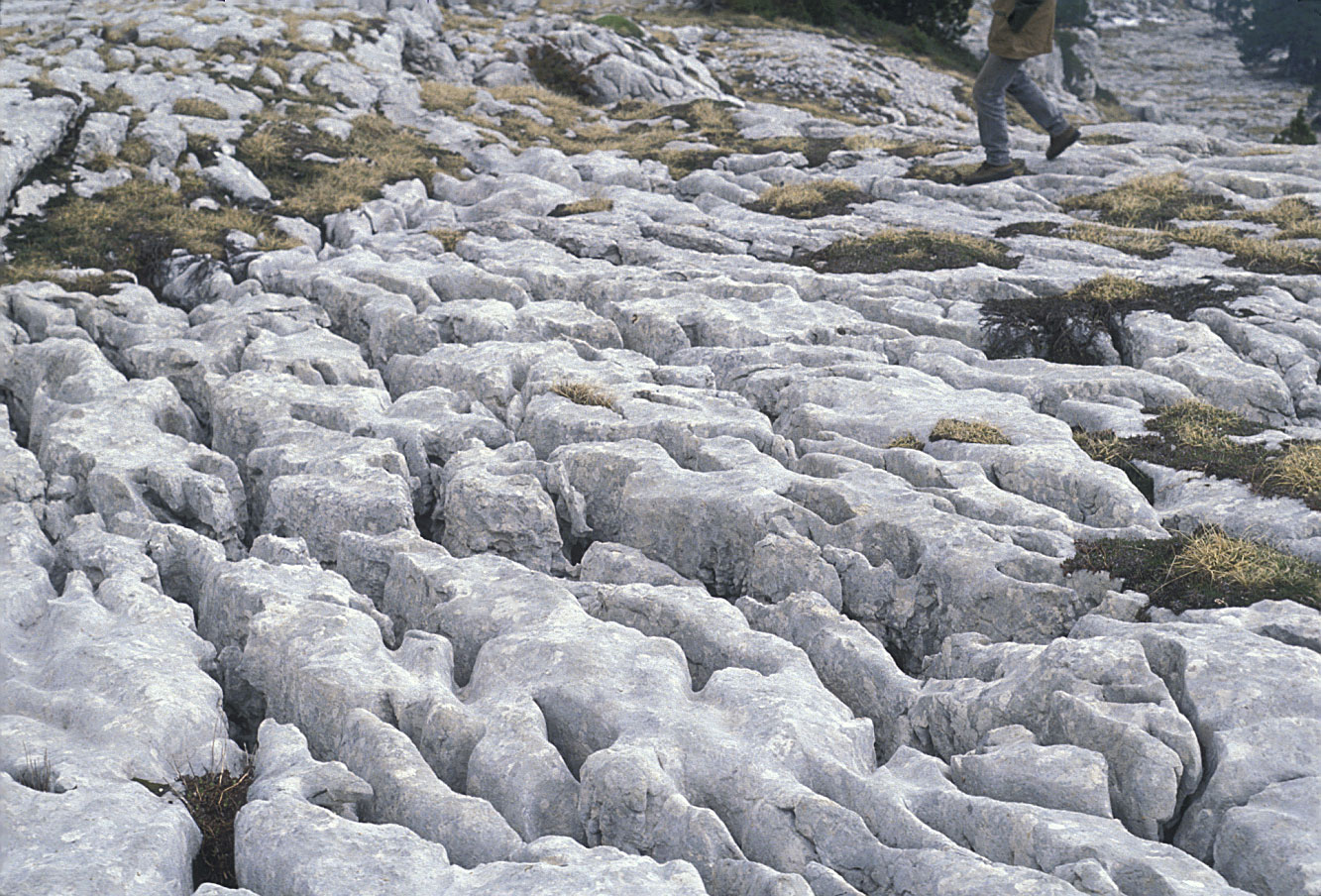
Карры в Dent de Crolles (Франция)

Ка́рры (или шратты) — одна из форм поверхностного карста. Представляет собой сетку борозд и гребешков, шипов и лунок, образовавшуюся на поверхности растворимой водой породы (чаще всего известняка) под действием атмосферных осадков. По глубине карры могут составлять от нескольких миллиметров до метров. По внешнему виду карры делят на желобковые, лунковые, трещинные.
Значительные «карровые поля» известны на известковых горах около Триеста (Италия).